# Accord de libre-échange entre la Nouvelle-Zélande et la Malaisie
L'accord de libre-échange entre la Nouvelle-Zélande et la Malaisie est un accord de libre-échange signé le 26 octobre 2009 et qui est entré en application le 1er août 2010. Le principal objet de l'accord est de réduire les droits de douane plus rapidement que le fait l'accord de libre-échange entre l'ASEAN, la Nouvelle-Zélande et l'Australie. Par cet accord, la quasi-totalité des droits douaniers entre les deux pays sont supprimés en 2016.